# Dyskografia Kraftwerk
Dyskografia niemieckiego zespołu Kraftwerk składa się z dziesięciu albumów studyjnych, dwóch albumów koncertowych, czterech kompilacji (w tym jednego box setu) oraz trzydziestu jeden singli (w tym jedenastu promocyjnych). Grupa ma też w swoim dorobku jedno wydawnictwo video oraz czternaście teledysków.
W latach 1970–1974 albumy Kraftwerk ukazywały się nakładem Philips Records i Vertigo Records. Począwszy od roku 1975, płyty zespołu były wydawane przez ich własny label Kling Klang na licencji udzielanej takim wytwórniom jak EMI, Capitol Records i Warner Bros. Records.

## Albumy studyjne
| Rok  | Tytuł                                       | Pozycje na listach | Pozycje na listach | Pozycje na listach | Pozycje na listach | Pozycje na listach | Pozycje na listach | Pozycje na listach | Pozycje na listach | Pozycje na listach | Pozycje na listach | Certyfikaty                                             |
| Rok  | Tytuł                                       | [ 1 ]              | [ 2 ]              | [ 3 ]              | [ 4 ]              | [ 5 ]              | [ 6 ]              | [ 7 ]              | [ 8 ]              | [ 9 ]              | [ 10 ]             | Certyfikaty                                             |
| ---- | ------------------------------------------- | ------------------ | ------------------ | ------------------ | ------------------ | ------------------ | ------------------ | ------------------ | ------------------ | ------------------ | ------------------ | ------------------------------------------------------- |
| 1970 | Kraftwerk                                   | 30                 | —                  | —                  | —                  | —                  | —                  | —                  | —                  | —                  | —                  |                                                         |
| 1972 | Kraftwerk 2                                 | 36                 | —                  | —                  | —                  | —                  | —                  | —                  | —                  | —                  | —                  |                                                         |
| 1973 | Ralf und Florian (Ralf and Florian)         | —                  | —                  | —                  | —                  | —                  | —                  | —                  | 160                | —                  | —                  |                                                         |
| 1974 | Autobahn                                    | 7                  | —                  | 11                 | —                  | —                  | 27                 | 4                  | 5                  | 9                  | 7                  | - Francja: złota płyta - Wielka Brytania: srebrna płyta |
| 1975 | Radio-Aktivität (Radio-Activity)            | 22                 | 4                  | —                  | 1                  | —                  | —                  | —                  | 140                | 94                 | —                  | - Francja: złota płyta                                  |
| 1977 | Trans Europa Express (Trans-Europe Express) | 32                 | —                  | —                  | 2                  | 8                  | 32                 | 49                 | 119                | —                  | —                  | - Wielka Brytania: srebrna płyta                        |
| 1978 | Die Mensch-Maschine (The Man-Machine)       | 12                 | 15                 | 29                 | 14                 | 15                 | 24                 | 9                  | 130                | 56                 | —                  | - Wielka Brytania: złota płyta                          |
| 1981 | Computerwelt (Computer World)               | 7                  | 14                 | —                  | —                  | —                  | 27                 | 15                 | 72                 | 51                 | 28                 | - Wielka Brytania: srebrna płyta                        |
| 1986 | Electric Cafe                               | 23                 | —                  | —                  | —                  | —                  | 9                  | 58                 | 156                | —                  | —                  |                                                         |
| 2003 | Tour de France Soundtracks                  | 1                  | 29                 | 76                 | 84                 | 22                 | 7                  | 21                 | —                  | —                  | —                  |                                                         |

## Albumy koncertowe
| Rok  | Tytuł                               | Pozycje na listach | Pozycje na listach | Pozycje na listach | Pozycje na listach | Pozycje na listach | Pozycje na listach | Pozycje na listach | Pozycje na listach | Pozycje na listach | Pozycje na listach |
| Rok  | Tytuł                               | [ 1 ]              | [ 2 ]              | [ 13 ]             | [ 3 ]              | [ 14 ]             | [ 4 ]              | [ 15 ]             | [ 6 ]              | [ 7 ]              | [ 16 ]             |
| ---- | ----------------------------------- | ------------------ | ------------------ | ------------------ | ------------------ | ------------------ | ------------------ | ------------------ | ------------------ | ------------------ | ------------------ |
| 2005 | Minimum-Maximum                     | 26                 | 33                 | 58                 | 93                 | 10                 | 123                | 44                 | 29                 | 29                 | 47                 |
| 2017 | 3-D Der Katalog (3-D The Catalogue) | 4                  | 26                 | 25                 | 44                 | 7                  | —                  | 75                 | —                  | 24                 | —                  |

## Kompilacje
| Rok  | Tytuł                                 | Pozycje na listach | Pozycje na listach | Pozycje na listach | Pozycje na listach | Pozycje na listach | Pozycje na listach | Pozycje na listach | Certyfikaty                      |
| Rok  | Tytuł                                 | [ 1 ]              | [ 2 ]              | [ 13 ]             | [ 3 ]              | [ 14 ]             | [ 6 ]              | [ 7 ]              | Certyfikaty                      |
| ---- | ------------------------------------- | ------------------ | ------------------ | ------------------ | ------------------ | ------------------ | ------------------ | ------------------ | -------------------------------- |
| 1975 | Exceller 8                            | —                  | —                  | —                  | —                  | —                  | —                  | —                  |                                  |
| 1991 | The Mix                               | 7                  | 12                 | 27                 | 83                 | —                  | 20                 | 15                 | - Wielka Brytania: srebrna płyta |
| 2009 | Der Katalog (box set) (The Catalogue) | 34                 | —                  | —                  | —                  | —                  | —                  | —                  |                                  |
| 2020 | Remixes                               | 4                  | 37                 | 30                 | —                  | 32                 | —                  | —                  |                                  |

## Single
| Rok  | Tytuł                                           | Pozycje na listach | Pozycje na listach | Pozycje na listach | Pozycje na listach | Pozycje na listach | Pozycje na listach | Pozycje na listach | Pozycje na listach | Pozycje na listach | Pozycje na listach | Album                      |
| Rok  | Tytuł                                           | [ 1 ]              | [ 2 ]              | [ 3 ]              | [ 17 ]             | [ 18 ]             | [ 6 ]              | [ 7 ]              | [ 19 ]             | [ 20 ]             | [ 10 ]             | Album                      |
| ---- | ----------------------------------------------- | ------------------ | ------------------ | ------------------ | ------------------ | ------------------ | ------------------ | ------------------ | ------------------ | ------------------ | ------------------ | -------------------------- |
| 1973 | „Kohoutek-Kometenmelodie”                       | —                  | —                  | —                  | —                  | —                  | —                  | —                  | —                  | —                  | —                  | Autobahn                   |
| 1974 | „Autobahn”                                      | 9                  | —                  | 16                 | —                  | —                  | —                  | 11                 | 20                 | 25                 | 4                  | Autobahn                   |
| 1974 | „Kometenmelodie 2” („Comet Melody 2”)           | —                  | —                  | —                  | —                  | —                  | —                  | —                  | —                  | —                  | —                  | Autobahn                   |
| 1975 | „Radioaktivität” („Radioactivity”)              | —                  | —                  | —                  | 7                  | 31                 | —                  | —                  | —                  | —                  | —                  | Radioaktivität             |
| 1977 | „Trans Europa Express” („Trans-Europe Express”) | —                  | —                  | —                  | 26                 | 34                 | 15                 | —                  | —                  | 67                 | —                  | Trans Europa Express       |
| 1977 | „Showroom Dummies”                              | —                  | —                  | —                  | —                  | —                  | —                  | 25                 | 28                 | —                  | —                  | Trans Europa Express       |
| 1978 | „Die Roboter” („The Robots”)                    | 25                 | 23                 | —                  | —                  | 47                 | —                  | —                  | —                  | —                  | —                  | Die Mensch-Maschine        |
| 1978 | „Das Model” („The Model”)                       | 7                  | —                  | 41                 | —                  | —                  | —                  | 1                  | 4                  | —                  | —                  | Die Mensch-Maschine        |
| 1978 | „Neon Lights”                                   | —                  | —                  | —                  | —                  | —                  | —                  | 53                 | —                  | —                  | —                  | Die Mensch-Maschine        |
| 1981 | „Taschenrechner” („Pocket Calculator”)          | 63                 | —                  | —                  | —                  | 2                  | —                  | 39                 | —                  | —                  | —                  | Computerwelt               |
| 1981 | „Computerwelt”                                  | —                  | —                  | —                  | —                  | —                  | —                  | —                  | —                  | —                  | —                  | Computerwelt               |
| 1981 | „Computer Love”                                 | —                  | —                  | —                  | —                  | —                  | —                  | 36                 | —                  | —                  | —                  | Computerwelt               |
| 1983 | „Tour de France”                                | 47                 | —                  | —                  | —                  | —                  | 6                  | 22                 | 20                 | —                  | 24                 | —                          |
| 1986 | „Musique Non Stop”                              | 13                 | —                  | —                  | —                  | —                  | —                  | 82                 | —                  | —                  | 45                 | Electric Cafe              |
| 1987 | „Der Telefon Anruf” („The Telephone Call”)      | —                  | —                  | —                  | —                  | —                  | —                  | 89                 | —                  | —                  | —                  | Electric Cafe              |
| 1991 | „Die Roboter” („The Robots”)                    | 18                 | —                  | —                  | —                  | —                  | —                  | 20                 | 26                 | —                  | —                  | The Mix                    |
| 1991 | „Radioaktivität” („Radioactivity”)              | —                  | —                  | —                  | —                  | —                  | —                  | 43                 | —                  | —                  | —                  | The Mix                    |
| 1999 | „Expo 2000”                                     | 35                 | —                  | 95                 | —                  | —                  | 36                 | 27                 | —                  | —                  | —                  | —                          |
| 2003 | „Tour de France 2003”                           | 50                 | —                  | —                  | —                  | 36                 | 21                 | 20                 | —                  | —                  | —                  | Tour de France Soundtracks |
| 2004 | „Aerodynamik”                                   | 79                 | —                  | —                  | 95                 | 30                 | 56                 | 33                 | —                  | —                  | —                  | Tour de France Soundtracks |

## Single promocyjne
| Rok  | Tytuł                          | Album                      |
| ---- | ------------------------------ | -------------------------- |
| 1970 | „Ruckzuck”                     | Kraftwerk                  |
| 1974 | „Mitternacht”                  | Autobahn                   |
| 1977 | „Europe Endless”               | Trans Europa Express       |
| 1978 | „Spacelab”                     | Die Mensch-Maschine        |
| 1978 | „Metropolis”                   | Die Mensch-Maschine        |
| 1981 | „Numbers”                      | Computerwelt               |
| 1981 | „Homecomputer”                 | Computerwelt               |
| 2003 | „Elektro Kardiogramm”          | Tour de France Soundtracks |
| 2017 | „The Robots” („Die Roboter”)   | 3-D Der Katalog            |
| 2017 | „Tour de France Étape 2 (3-D)” | 3-D Der Katalog            |
| 2021 | „Heimcomputer”                 | Remixes                    |

## DVD
- 2005: Minimum-Maximum

## Teledyski
- 1975: „Radioaktivität”
- 1975: „Antenne”
- 1977: „Trans Europa Express” – reż. Florian Schneider i Ralf Hütter[21]
- 1977: „Showroom Dummies”
- 1978: „Die Roboter”
- 1978: „Das Model”
- 1978: „Neon Lights”
- 1979: „Autobahn” – reż. Roger Mainwood[22]
- 1981: „Taschenrechner”
- 1983: „Tour de France”
- 1986: „Musique Non Stop” – reż. Rebecca Allen[23]
- 1987: „Der Telefon Anruf” – reż. Günter Fröhling
- 1991: „Die Roboter” – reż. Florian Schneider i Ralf Hütter[21]
- 2003: „Tour de France 2003” – reż. D.E. Macken[21]